# Croix du Sénéchal
La croix du Sénéchal est située à Saint-Guen en France.

## Localisation
La croix est située sur la commune de Saint-Guen, dans le département des Côtes-d'Armor en région Bretagne.

## Description
La croix était autrefois située sur la route d'Uzel à Mûr-de-Bretagne, transportée à son emplacement actuel en 1875. Le socle comprend un siège avec accoudoir. Le sénéchal y tenait ses sessions solennelles et y faisait les publications légales. Au sommet, la croix étroite forme un groupe massif. Elle se compose d'un fût cylindrique en granit couronné d'un chapiteau supportant un crucifix à personnages, de style flamboyant. Sur les deux faces de la croix ajourée, se trouvent d'un côté l'Enfant Jésus dans les bras de la Vierge ; de l'autre, le Christ expirant avec Saint-Jean et la Vierge. Au pied, représentation des quatre Évangélistes. Sur la face nord de la base, l'artiste a signé, en caractères gothiques et breton.

## Historique
La croix est inscrite au titre des monuments historiques par arrêté du 11 juin 1964.

## Galerie

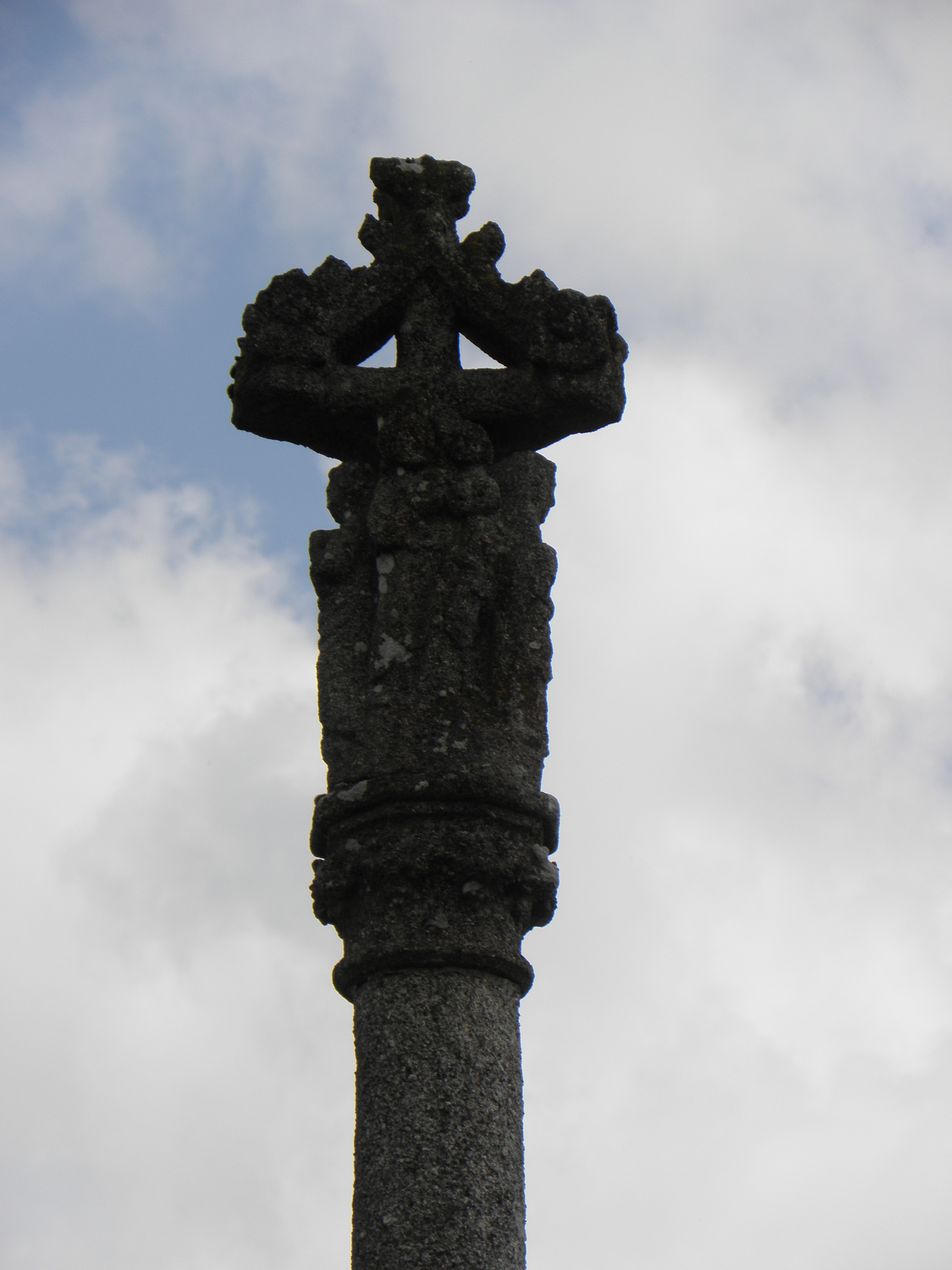
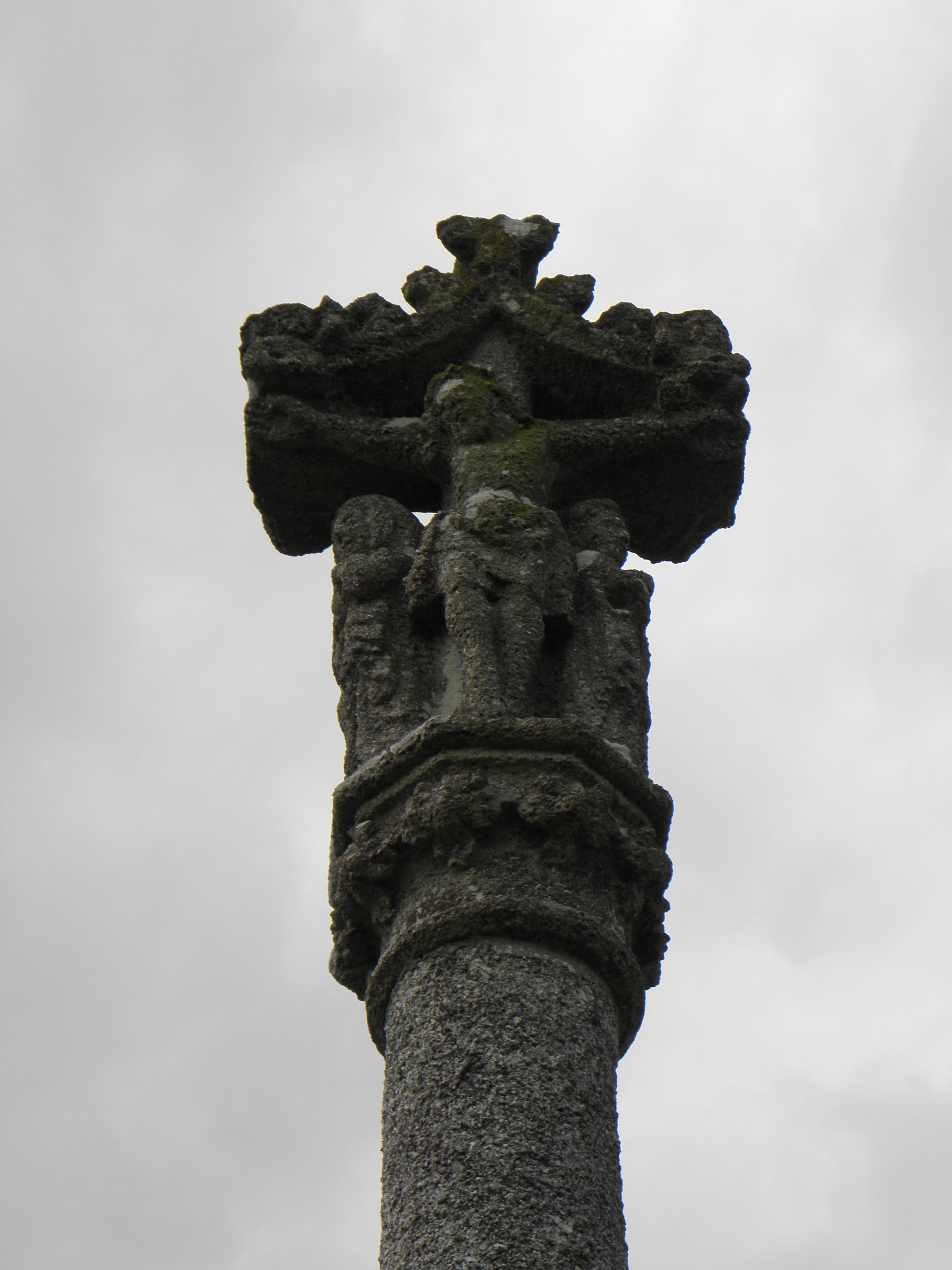